# الیکایی ناوا
الیکایی ناوا (نام علمی: Hylorchilus navai) نام یک گونه از سرده الیکایی‌های نوک‌باریک است.